# James Tarkowski
James Alan Tarkowski (Manchester, Anglia, 1992. november 19. –) angol labdarúgó, aki jelenleg az Everton, valamint az angol válogatott hátvédje.

## Pályafutása

### Oldham Athletic
Tarkowski 2009 márciusában került az Oldham Athletic ifiakadémiájára. A tartalékok közt 2009 októberében debütált, míg a felnőtt csapatban 2011. január 15-én, egy Plymouth Argyle elleni bajnokin kapott először helyet, de végig a cserepadon ült. Január 22-én, a Brentford ellen már lehetőséget kapott, a 80. percben csereként beállva. Március 19-én, a Leyton Orient ellen kezdőként léphetett pályára és végigjátszotta a mérkőzést. 2011 májusában megkapta első, két évre szóló profi szerződését a klubtól.
A következő idényben 2011. december 10-ig kellett várnia első lehetőségére, amikor csereként állt be a Sheffield Wednesday elleni 2-0-ra elvesztett meccsen. 2012. január 30-tól azonban szinte minden hátralévő bajnokin játszhatott, és megszerezte első gólját is, a szezon utolsó fordulójában, a Carlisle United ellen. A 2012/13-as idényt a kezdőcsapat tagjaként kezdte meg, Jean-Yves M'votóval a védelem közepén. Október 2-án megszerezte első gólját a szezonban, a Crewe Alexandra ellen. Fontos szerepet játszott abban is, hogy az Oldham eljutott az FA Kupa ötödik fordulójáig, ahol végül megismételt meccsen kapott csak ki az Everton ellen. 2013. február 19-én, a Stevenage ellen ismét eredményes volt. 2013 nyarán új, kétéves szerződést kapott csapatától.
Remekül kezdte a következő idényt, ő szerezte csapata első gólját a szezonban, egy Stevenage ellen 4-3-ra megnyert bajnokin. 2013 augusztusában a szurkolók megválasztották a hónap legjobb játékosának. Szeptember 9-én második gólját is megszerezte, a Preston North End ellen. Csapata eljutott az FA Kupa harmadik fordulójáig, ahol a Liverpool volt az ellenfél. Tarkowski a 82. percben öngólt szerzett, ezzel beállítva a 2-0-s végeredményt. Jó teljesítménye elismeréseként az Oldham új szerződést ajánlott neki 2014. január 22-én, de a hónap végén távozott a csapattól.

### Brentford
2014. január 31-én Tarkowski három és fél évre aláírt a Brentforddal. Miután hosszú ideig csak a cserepadon kapott helyet, március 1-jén, a Carlisle United ellen bemutatkozhatott új csapatában. Tíz nappal később, harmadik mérkőzésén, a Tranmere Rovers 2-0-s legyőzése során első gólját is megszerezte. Március 15-én megkapta pályafutása első piros lapját, a Leyton Orient ellen. A szezon végéig 13 meccsen lépett pályára és két gólt szerzett, csapata a második helyen végzett, ezzel feljutott a másodosztályba.
Tarkowski állandó csapattagként vágott neki első másodosztályú szezonjának, de ősszel visszaesett a teljesítménye. Szeptember 27-én, a Leeds United ellen kihagyott egy büntetőt, majd három nappal később az ő szabálytalansága után ítéltek tizenegyest csapata ellen. Október 18-án, a Wigan Athletic ellen megkapta ötödik sárga lapját is a szezonban, ami miatt eltiltották és legközelebb csak december 28-án léphetett pályára, egy Wolverhampton Wanderers elleni találkozón, melyet a Brentford az ő öngóljával vesztett el.
Rossz formája ellenére megőrizte helyét a kezdőben és 2015. április 25-én megszerezte szezonbeli első gólját, a Reading ellen. Két meccsel később ismét betalálhatott volna, de kihagyott egy tizenegyest a Wigan Athletic ellen. Csapata bejutott a feljutásért vívott rájátszásba, de a Middlesbrough elleni elődöntőben kiesett. Tarkowski mindkét mérkőzést végigjátszotta.
A 2015/16-os szezon első meccsén, az Ipswich Town ellen előbb gólpasszt adott csapattársának, Andre Graynek, majd ő maga is betalált, ezzel beállítva a 2-2-es végeredményt és pontot mentve csapatának. A következő, Bristol City ellen találkozón orrtörést szenvedett, de nem hagyott ki mérkőzéseket emiatt, szeptember 12-én azonban, a Leeds United ellen 1-1-es döntetlen alkalmával megsérült a vádlija, ami miatt a soron következő két fordulóban nem játszhatott. Egy Sheffield Wednesday elleni meccsen tért vissza, ahol kiállította a játékvezető. 2016. január 15-én nem volt hajlandó pályára lépni a Burnley ellen, ami miatt klubja elmarasztalta, és később elnézést is kért az esetért. Ekkor több klub is élénken érdeklődött iránta.

### Burnley
2016. február 1-jén Tarkowski ismeretlen összeg ellenében a Burnleyhez igazolt, ahol három és fél éves szerződést írt alá.

## Statisztika
| Klub             | Szezon           | Bajnokság        | Bajnokság | Bajnokság | FA-kupa | FA-kupa | Ligakupa | Ligakupa | Egyéb | Egyéb | Összesen | Összesen |
| Klub             | Szezon           | Bajnokság neve   | Mérk.     | Gól       | Mérk.   | Gól     | Mérk.    | Gól      | Mérk. | Gól   | Mérk.    | Gól      |
| ---------------- | ---------------- | ---------------- | --------- | --------- | ------- | ------- | -------- | -------- | ----- | ----- | -------- | -------- |
| Oldham Athletic  | 2010–11          | League One       | 9         | 0         | 0       | 0       | 0        | 0        | 0     | 0     | 9        | 0        |
| Oldham Athletic  | 2011–12          | League One       | 16        | 1         | 0       | 0       | 0        | 0        | 2     | 0     | 18       | 1        |
| Oldham Athletic  | 2012–13          | League One       | 21        | 2         | 3       | 0       | 1        | 0        | 1     | 0     | 26       | 2        |
| Oldham Athletic  | 2013–14          | League One       | 26        | 2         | 5       | 0       | 1        | 0        | 4     | 1     | 36       | 3        |
| Oldham Athletic  | Összesen         | Összesen         | 72        | 5         | 8       | 0       | 2        | 0        | 7     | 1     | 89       | 6        |
| Brentford        | 2013–14          | League One       | 13        | 2         | —       | —       | —        | —        | —     | —     | 13       | 2        |
| Brentford        | 2014–15          | Championship     | 34        | 1         | 1       | 0       | 1        | 0        | 2     | 0     | 38       | 1        |
| Brentford        | 2015–16          | Championship     | 23        | 1         | 0       | 0       | 0        | 0        | —     | —     | 23       | 1        |
| Brentford        | Összesen         | Összesen         | 70        | 4         | 1       | 0       | 1        | 0        | 2     | 0     | 74       | 4        |
| Burnley          | 2015–16          | Championship     | 4         | 0         | —       | —       | —        | —        | —     | —     | 4        | 0        |
| Burnley          | 2016–17          | Premier League   | 19        | 0         | 4       | 0       | 1        | 0        | —     | —     | 24       | 0        |
| Burnley          | 2017–18          | Premier League   | 31        | 0         | 0       | 0       | 2        | 0        | —     | —     | 33       | 0        |
| Burnley          | 2018–19          | Premier League   | 35        | 3         | 2       | 0       | 0        | 0        | 5     | 0     | 42       | 3        |
| Burnley          | 2019–20          | Premier League   | 29        | 1         | 2       | 0       | 0        | 0        | —     | —     | 31       | 1        |
| Burnley          | Összesen         | Összesen         | 118       | 4         | 8       | 0       | 3        | 0        | 5     | 0     | 134      | 4        |
| Karrier összesen | Karrier összesen | Karrier összesen | 260       | 13        | 17      | 0       | 6        | 0        | 14    | 1     | 297      | 14       |

## Magánélete
Tarkowski Manchester United szurkoló, gyermekként David Beckham és Paul Scholes volt a példaképe.

## Sikerei

### Brentford
- A Football League One második helyezettje: 2013/14

## Külső hivatkozások
- James Tarkowski pályafutásának statisztikái a Soccerbase oldalon (angolul)